# Artwork
Artwork es el cuarto álbum de estudio de la banda de rock alternativo The Used. Fue lanzado mediante Reprise Records el 31 de agosto de 2009 en Estados Unidos y Reino Unido.

## Información del álbum
The Used ha trabajado en su cuarto álbum de estudio todo el 2008 y la primera parte de 2009. El álbum fue producido por Matt Squire, por lo que este es su primer álbum de estudio que no se produce por John Feldmann. Ellos decidieron ir con otro productor, ya que quisieron que el álbum fuera diferente de todo lo demás que han hecho en el pasado. También es el primer álbum de estudio de The Used de Dan Whitesides como baterista, ya que se unió a la banda en 2006. En la revista AP, Bert declaró: "En el pasado, siempre hemos llevado un tipo de sensibilidad en el pop rock duro, pero esto va a ser más tentador y mucho más brutal. Nuestras canciones son 10 veces más desastrosas y ruidosos de lo que hayan sido". También reveló información sobre el concepto del disco: "Este disco es acerca de venirte a enfrentar con cuanto realmente tu odias de ti mismo y saber que nunca puedes odiar de ti en la plena extensión, por lo que eres libre de odiarte tanto como desea". Bert ha dicho: "que no se habían entusiasmado con un álbum desde su álbum autotitulado del 2002 (The used álbum)". 
El primer sencillo se llamara "Blood on My Hands" y fue expuesto en las radios el 30 de junio del 2009.
La banda ha estado sacando las tablaturas escritas a mano del nuevo álbum en la página oficial para que los fanes hagan sus propias versiones de las canciones y las suban en video a la página oficial. 
Se puede preordenar el álbum en la página oficial, una edición limitada que contiene el CD estándar, un DVD de la grabación del álbum, un póster numerado y firmado de ellos, una playera especial de Artwork y dos canciones que serán entregadas digitalmente el 25/08/2009 («In A Needle» y «On the Cross (Save Yourself Mix)»). El álbum debutó en la posición número 10 en el Billboard 200 con 35.000 copias vendidas.
En diciembre de 2009 se estrenó el video de «Empty with you».

## Lista de canciones
All songs written by The Used.

| N.º | Título                 | Duración |  |
| 1.  | «Blood on My Hands»    | 3:18     |  |
| 2.  | «Empty with You»       | 3:24     |  |
| 3.  | «Born to Quit»         | 3:34     |  |
| 4.  | «Kissing You Goodbye»  | 4:09     |  |
| 5.  | «Sold My Soul»         | 4:12     |  |
| 6.  | «Watered Down»         | 3:58     |  |
| 7.  | «On the Cross»         | 3:07     |  |
| 8.  | «Come Undone»          | 3:24     |  |
| 9.  | «Meant to Die»         | 3:46     |  |
| 10. | «The Best of Me»       | 4:29     |  |
| 11. | «Men Are All the Same» | 5:54     |  |

| iTunes deluxe edition |                                                      |          |  |
| N.º                   | Título                                               | Duración |  |
| 12.                   | «On My Own»                                          | 3:13     |  |
| 13.                   | «Lunacy Fringe» (acústico para PureVolume Sessions)  | 4:18     |  |
| 14.                   | «Empty with You» (acústico para PureVolume Sessions) | 4:01     |  |
| 15.                   | «Mosh N' Church» (demo)                              | 3:21     |  |

| Limited edition |                |          |  |
| N.º             | Título         | Duración |  |
| 12.             | «In a Needle»  | 3:56     |  |
| 13.             | «On the Cross» | 3:04     |  |

| Ticket pre-sale' |                                       |          |  |
| N.º              | Título                                | Duración |  |
| 12.              | «Something Safe» (demo)               | 3:14     |  |
| 13.              | «Blood on My Hands» (video censurado) |          |  |

| Limited Edition Bonus DVD |                        |          |  |
| N.º                       | Título                 | Duración |  |
| 1.                        | «Behind The Scenes»    |          |  |
| 2.                        | «Making Of The Album»  |          |  |
| 3.                        | «Exclusive Interviews» |          |  |

## Personal
The Used
- Bert McCracken - voz, sintetizador, teclado, piano.
- Quinn Allman - guitarras, voces.
- Jeph Howard - bajo, voces.
- Dan Whitesides - batería, percusión.

Personal adicional
- Matt Squire - productor